# Oblast' di Rivne
L'oblast' di Rivne (in ucraino Рівненська область?, Rivnens'ka oblast') detto anche Rivnenščyna (Рівненщина) è una delle 24 oblast' dell'Ucraina. Il suo centro amministrativo è la città di Rivne.
Si estende su una superficie di 20100 km² e ha una popolazione di 1 152 961 persone. È sede di una centrale nucleare.

## Storia
L'oblast', situata in parte nella regione storica della Volinia, fu istituita come parte della RSS Ucraina il 4 dicembre 1939.

## Geografia fisica
I maggiori fiumi che attraversano l'oblast' sono il Pryp"jat' e lo Styr, ma solo per un breve tratto; il fiume più lungo dentro l'oblast' è il Horyn', ma ben 171 fiumi attraversano la regione. Circa 853 000 ettari del territorio sono ricoperti da foreste.

## Monumenti e luoghi d'interesse

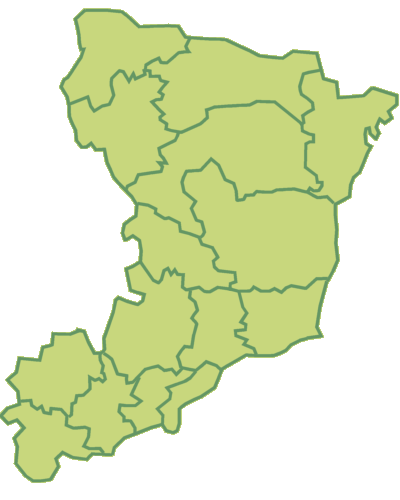
Rajon dell'oblast' di Rivne.

I seguenti luoghi storico-culturali sono stati candidati per le Sette meraviglie dell'Ucraina:
- castello di Ostroh
- monastero della Santissima Trinità di Korec'
- castello di Dubno

Dal 1999 una parte dell'oblast' è protetta come parco: il parco naturale di Rivne.

## Geografia antropica

### Suddivisioni amministrative dopo il 2020
L'oblast' di Rivne è divisa in 4 distretti: Dubno, Rivne, Sarny e Varaš.
Il capoluogo amministrativo è Rivne.
I dati che seguono mostrano il numero di ogni tipo di suddivisione amministrativa:
- Distretti: 4
- Città: 11
- Insediamenti rurali: 16
- Villaggi: 1 003

### Suddivisioni amministrative prima del 2020
L'oblast' di Rivne era divisa in 16 distretti e 4 città direttamente subordinate all'oblast': Dubno, Ostroh, Rivne e Varaš.
I dati che seguono mostrano il numero di ogni tipo di suddivisione amministrativa prima della riforma amministrativa del 2020:
- Distretti: 16
- Città: 11
- Insediamenti rurali: 16
- Villaggi: 1 003